# Bệnh xoắn khuẩn vàng da
Bệnh xoắn khuẩn vàng da (ngoài ra còn được gọi là đả cốc hoàng, đạo nhiệt bệnh, và thu thâu nhiệt) là một bệnh truyền nhiễm do một loại vi khuẩn hình xoắn ốc có tên là Leptospira gây ra. Các triệu chứng có thể có bao gồm không có biểu hiện gì; biểu hiện nhẹ như đau đầu, đau cơ và sốt; cho đến rất nặng như chảy máu ở phổi hoặc viêm màng não. Nếu người nhiễm bệnh bị vàng da và mắt, suy thận và xuất huyết thì họ đã mắc Hội chứng Weil. Còn nếu phổi bị xuất huyết nhiều thì đó là hội chứng xuất huyết phổi cấp.

## Tác nhân gây bệnh và chẩn đoán
Có đến 13 loại khuẩn Leptospira khác nhau có thể gây bệnh cho người. Bệnh truyền nhiễm từ cả động vật hoang dã lẫn thú nuôi. Các loài gặm nhấm là tác nhân chính phát tán bệnh. Phương thức lây truyền của bệnh là từ nước tiểu động vật hoặc từ nước hoặc đất nhiễm nước tiểu động vật thâm nhập vào cơ thể qua vết xước trên da, mắt, mũi, hoặc miệng. Ở các nước đang phát triển, những người mắc bệnh chủ yếu là nông dân và người nghèo ở các thành phố. Ở các nước phát triển, những người thường phải làm việc ngoài trời ở những nơi ấm và ẩm thấp thường có nguy cơ nhiễm bệnh. Có thể chẩn đoán bệnh bằng cách tìm kháng thể chống lại vi khuẩn hoặc tìm DNA của vi khuẩn trong máu bệnh nhân.

## Phòng ngừa và Điều trị
Các nỗ lực phòng bệnh bao gồm trang bị bảo vệ để không tiếp xúc với động vật có nguy cơ nhiễm bệnh, vệ sinh sạch sẽ sau khi tiếp xúc, và tiêu diệt các loài gặm nhấm ở những khu dân cư. Việc sử dụng kháng sinh doxycycline để ngừa bệnh cho du khách không đem lại hiệu quả rõ ràng. Một vài loại vắcxin cho động vật dùng cho một vài loại Xoắn khuẩn vàng da  có thể làm giảm nguy cơ lây lan sang con người. Nếu bị nhiễm, có thể dùng các loại kháng sinh sau để điều trị: doxycycline, penicillin, hoặc ceftriaxone. Dù được điều trị, hội chứng Weil vẫn có tỷ lệ tử vong cao hơn 10% và hội chứng xuất huyết phổi cấp có tỷ lệ tử vong cao hơn 50%.

## Đặc điểm dịch tễ học
Ước tính một năm có từ 7 đến 10 triệu người nhiễm xoắn khuẩn vàng da. Vẫn chưa có kết luận chính xác về số nạn nhân tử vong do căn bệnh này. Dịch bệnh thường xảy ra ở các vùng nhiệt đới nhất tuy nhiên bất cứ nơi nào cũng có thể xảy ra dịch bệnh. Đại dịch có thể xảy ra ở các khu ổ chuột của các nước đang phát triển. Căn bệnh này được Weil miêu tả đầu tiên ở Đức vào năm 1886. Những động vật bị nhiễm có thể không có triệu chứng nào, hoặc có các triệu chứng nhẹ hoặc nặng. Tùy vào từng loài động vật khác nhau mà có thể có các triệu chứng khác nhau.  Ở một số loại động vật, Xoắn khuẩn vàng da sống trong đường sinh sản, dẫn đến việc lây lan trong quá trình giao phối.